# مانويل إينفانت
مانويل إينفانت (بالإسبانية: Manuel Infante)‏ هو عازف بيانو وملحن إسباني، ولد في 29 يوليو 1883 في أشونة في إسبانيا، وتوفي في 21 أبريل 1958 في باريس في فرنسا.

## وصلات خارجية
- مانويل إينفانت على موقع ميوزك برينز (الإنجليزية)
- مانويل إينفانت على موقع ديسكوغز (الإنجليزية)